# Worwolińce
Worwolińce – wieś na Ukrainie w rejonie czortkowskim należącym do obwodu tarnopolskiego.
W dniu 17 września 1939 roku na stacji stacjonował pociąg z częścią transportu polskiego sztabu Naczelnego Wodza.
Znajduje się tu przystanek kolejowy Worwolińce, położony na linii Biała Czortkowska – Zaleszczyki – Stefaneszty.